# Idrottens hus

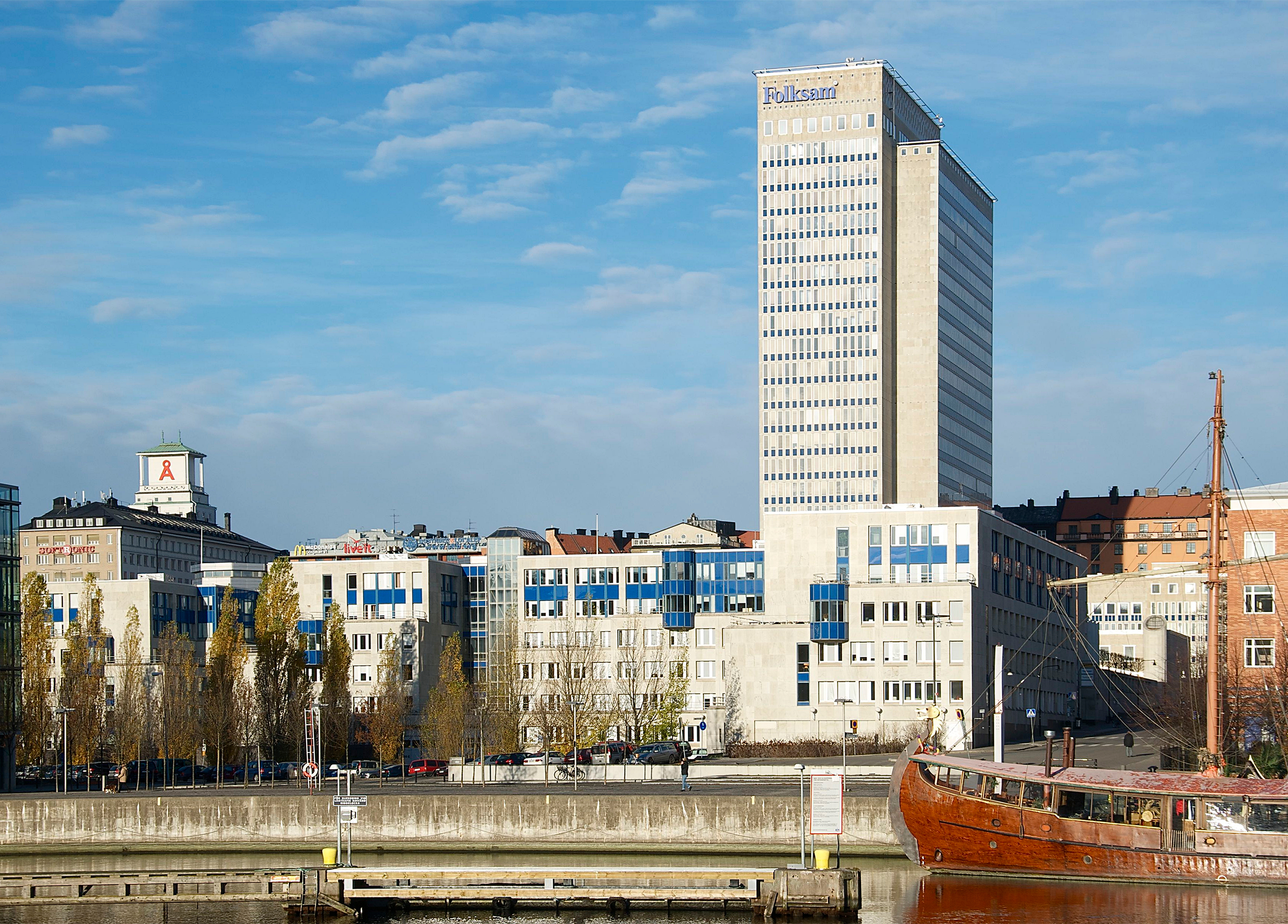
Idrottens hus är numera den lägre delen av Folksamhuset på Södermalm i Stockholm.

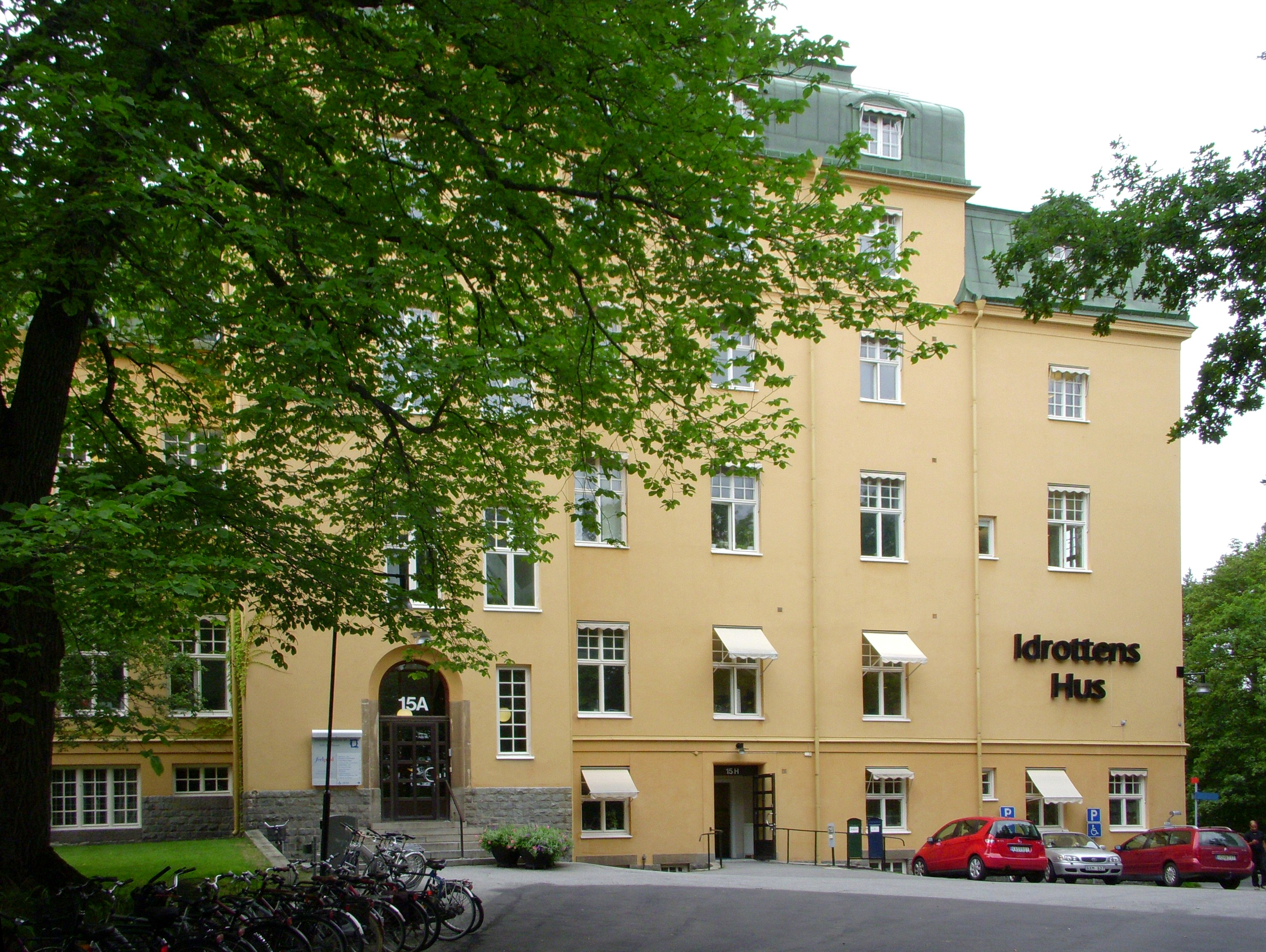
Huvudentrén till gamla Idrottens hus (Allmänna barnbördshuset) i augusti 2010.

Idrottens hus är namnet på den byggnad i Stockholm, där svenska Riksidrottsförbundet har sitt kansli, tillsammans med många av de specialidrottsförbund i Sverige som är anslutna till RF. Även studieförbundet Svenska Idrottsrörelsens Studieförbund  (SISU) har sitt kansli i huset.
Beteckningen Idrottens hus har bytt plats några gånger. Det första Idrottens hus låg i Farsta i södra Stockholm, där Riksidrottsförbundet och flera specialförbund hade sina lokaler från 1977, då RF lämnade sitt tidigare kontor på Strömsborg i centrala Stockholm. Från Farsta flyttade man 2003 till det hus som från början byggdes för att bli Allmänna barnbördshuset och ligger nära Stockholms stadion, ett hus som också kallades Lill-Janshuset och har idrottshistorisk prägel eftersom det på sin tid hade använts för inkvartering av aktiva vid Olympiska spelen i Stockholm 1912. Idrottens hus ligger sedan 2016 vid Skanstull i Stockholm, där man hyr lokaler av försäkringsbolaget Folksam.